# Lo de Marcos
Lo de Marcos är en ort i Mexiko.   Den ligger i kommunen Bahía de Banderas och delstaten Nayarit, i den centrala delen av landet, 700 km väster om huvudstaden Mexico City. Lo de Marcos ligger 8 meter över havet och antalet invånare är 1 792.
Terrängen runt Lo de Marcos är platt västerut, men åt sydost är den kuperad. Havet är nära Lo de Marcos åt nordväst. Runt Lo de Marcos är det ganska tätbefolkat, med 54 invånare per kvadratkilometer. Närmaste större samhälle är Valle de Banderas, 19,8 km sydost om Lo de Marcos. 